# Woutersia
Woutersia is een geslacht van uitgestorven holoterische zoogdieren, mogelijk behorend tot de symmetrodonten. Het leefde in het Laat-Trias (Rhaetien, ongeveer 205 - 201 miljoen jaar geleden) en zijn fossiele overblijfselen zijn gevonden in Frankrijk.

## Naamgeving
Het geslacht Woutersia werd benoemd in 1983, op basis van fossiele tanden door G. Wouters gevonden in de omgeving van Saint-Nicolas-de-Port (Frankrijk). De typesoort is Woutersia mirabilis, ook gevonden in het gebied van Varangéville. De soortaanduiding betekent 'de bewonderingswaardige'.
Het holotype is SNP 101, de kroon van een onderste linkerkies. Twee andere kiezen zijn toegewezen.
De andere soort Woutersia butleri is beschreven aan de hand van andere, kleinere en iets anders gevormde tanden uit hetzelfde reservoir waar de eerste fossielen van  Woutersia mirabilis werden ontdekt.

## Beschrijving
Woutersia is alleen bekend van een paar fossiele tanden, en het is daarom onmogelijk om zijn uiterlijk te reconstrueren. De grootte van de tanden geeft aan dat hij de omvang van een muis moet hebben gehad. De kiezen van Woutersia hadden de neiging om naar binnen toe te verwijden en te groeien of een knobbel op het binnenste cingulum te ontwikkelen. De onderste kiezen waren compact, met een zeer grote linguale mediane knobbel, terwijl de andere knobbels ongeveer even groot waren. De belangrijkste knobbel was lager dan die aanwezig op de kiezen van Kuehneotherium en in de lengterichting verdeeld door twee verticale groeven. Voorste en achterste labiale cingula waren aanwezig, terwijl de talonide korter was dan bij Kuehneotherium, met een slecht ontwikkelde knobbel.

## Fylogenie
Woutersia heeft gebitskenmerken die het dichter bij Kuehneotherium, symmetrodonten en docodonten brengen. Het is waarschijnlijk dat Woutersia, net als Kuehneotherium, een klein archaïsch zoogdier was, waarschijnlijk een basale vertegenwoordiger van de Holotheria.

## Paleo-ecologie
De vorm van de kiezen van Woutersia geeft aan dat ze ook in staat waren om een schurende werking uit te oefenen (Sigogneau-Russell en Hahn, 1995).